# Méricourt-l’Abbé
Méricourt-l’Abbé ist eine nordfranzösische Gemeinde mit 595 Einwohnern (Stand 1. Januar 2022) im Département Somme in der Region Hauts-de-France. Die Gemeinde gehört zum Kanton Corbie und ist Teil der Communauté de communes du Val de Somme.

## Geographie
Die Gemeinde liegt südlich des Flüsschens Ancre an der Départementsstraße D120 von Corbie nach Albert rund 6,5 km nordöstlich von Corbie und 9 km südwestlich von Albert. Durch die Gemeinde führt die Bahnstrecke Paris–Lille mit dem Bahnhof Méricourt-Ribemont.

## Geschichte
Die Gemeinde erhielt als Auszeichnung das Croix de guerre 1914–1918.

## Einwohner
| 1962 | 1968 | 1975 | 1982 | 1990 | 1999 | 2006 | 2010 |
| ---- | ---- | ---- | ---- | ---- | ---- | ---- | ---- |
| 384  | 375  | 391  | 443  | 443  | 483  | 555  | 571  |

## Verwaltung
Bürgermeister (maire) ist seit 2001 Christian de Blangie.	

## Sehenswürdigkeiten
- Kirche Saint-Hilaire
- Britischer Soldatenfriedhof